# (9629) Servet
(9629) Servet (1993 PU7) – planetoida z pasa głównego asteroid okrążająca Słońce w ciągu 4,45 lat w średniej odległości 2,71 j.a. Odkryta 15 sierpnia 1993 roku.